# Alejandro Viana Esperón
Alejandro Viana Esperón (Ponteareas, Pontevedra, 16 de maig de 1877 - Ciutat de Mèxic, 1952) fou un industrial i polític gallec. A les eleccions generals espanyoles de 1933 fou candidat per la província de Pontevedra per Acció Republicana, però no fou escollit. El 1935 fou nomenat cap provincial d'Izquierda Republicana a Pontevedra i fou elegit diputat a les eleccions generals espanyoles de 1936. L'esclat de la guerra civil espanyola el va sorprendre a Madrid, on va romandre fins al 1938, quan es traslladà a València i d'ací a Barcelona, d'on el 1939 marxà a París, on hi treballà per al Servei d'Evacuació de Refugiats Espanyols (SERE). Quan el Tercer Reich va ocupar França va fugir a Bordeus, i vers el 1941, avisat de què la Gestapo volia capturar-lo, marxà cap a Suïssa i d'aquí a Toló, d'on marxà cap a l'Argentina amb el mateix vaixell que Niceto Alcalá Zamora. Però el vaixell fou bombardejat a Dakar, on hagué de desembarcar perquè se li caducà el visat. D'allí fou enviat a Casablanca i tancat un mes en un camp de concentració. Després de nombroses gestions, aconseguí anar a Mèxic, on hi arribà després d'un viatge força accidentat. A Ciutat de Mèxic va regentar una farmàcia i aconseguí la distribució de penicil·lina per a tot Mèxic.